# Stefan Rehn
Jan Stefan Rehn (Stockholm, 1966. szeptember 22. –) svéd edző, korábbi válogatott labdarúgó.
A svéd válogatott tagjaként részt vett az 1994-es világ- és az 1992-es Európa-bajnokságon.

## Sikerei, díjai
Djurgårdens IF
- Svéd bajnok (1): 2002
- Svéd kupagyőztes (1): 2002

IFK Götborg
- Svéd bajnok (5): 1990, 1991, 1993, 1994, 1995

Svédország
- Világbajnoki bronzérmes (1): 1994
- Európa-bajnoki harmadik helyezett (1): 1992

Egyéni
- Az év edzője Svédországban: 2007